# Śruta

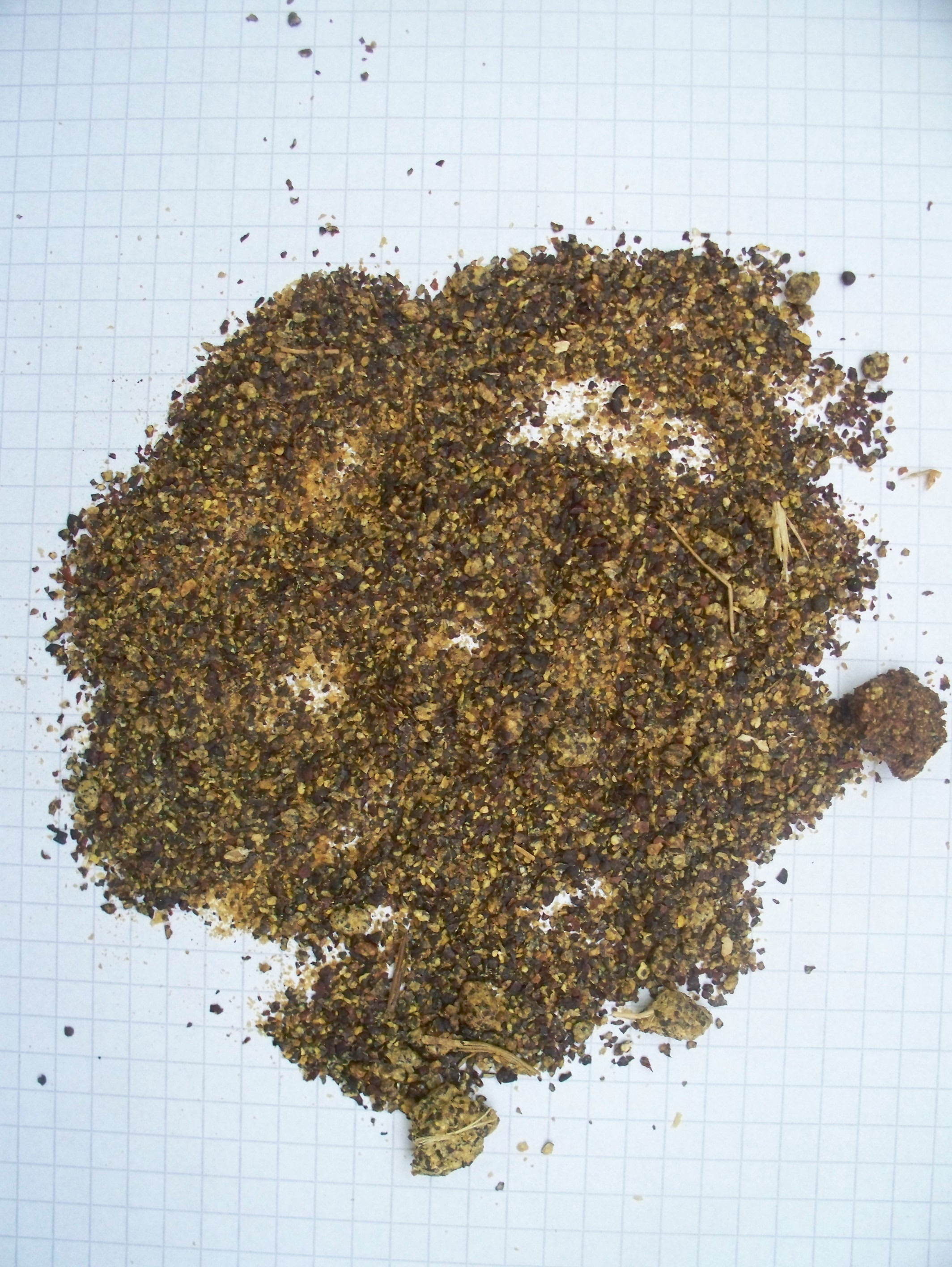
Poekstrakcyjna śruta sojowa

Śruta – produkt otrzymany poprzez jednorazowe rozdrobnienie nasion roślin uprawnych poprzez ich rozkruszenie przeprowadzone w specjalnym urządzeniu – śrutowniku. Najczęściej produkuje się śrutę zbożową, ale może być także z innych nasion, np. roślin motylkowych (strączkowych), lub oleistych.

## Śruta w piwowarstwie
W piwowarstwie śruta oznacza śrutę słodową. Jest to inaczej ześrutowany słód, czyli efekt śrutowania słodu w śrutowniku. W produkcji piwa śruta słodowa podlega zacieraniu z wodą oraz filtrowaniu w celu osiągnięcia brzeczki piwnej. Śruta może być bardziej lub mniej rozkruszona. Od jej rozdrobnienia zależy nie tylko jakość brzeczki, ale również sposób filtracji, gdyż po opadnięciu na dno zbiornika stanowi naturalną warstwę filtracyjną brzeczki.